# Abou Bakr Younès Jaber
Le major-général Abou Bakr Younès Jaber (أبو بكر يونس جابر, nom également retranscrit Abu-Bakr Yunis Jabr), était un militaire libyen, ministre de la Défense de la Jamahiriya arabe libyenne et proche collaborateur du colonel Mouammar Kadhafi.
Il y a désaccord sur l'année de naissance de Jaber. Selon l'ONU, il est né en 1952 à Jalo, en Libye. Le journal allemand Frankfurter Allgemeine Zeitung donne la date antérieure de 1940.
Il est formé à l'Académie militaire de Benghazi, en compagnie de Mouammar Kadhafi et participe au coup d'État de ce dernier en 1969. Il est l'un des 12 membres fondateurs du Conseil de commandement de la Révolution présidé par Kadhafi. Il devient ensuite ministre de la Défense et commandant des forces armées libyennes, Kadhafi lui-même restant commandant suprême. Lors du changement de nom de la République arabe libyenne à la Jamahiriya arabe libyenne en 1977, son poste de ministre de la Défense est rebaptisé Secrétaire du comité général libyen provisoire de la Défense.
Le 26 février 2011, au début de l'insurrection contre Kadhafi, le Conseil de sécurité des Nations unies place Abou Bakr Younès Jaber sous le coup d'une interdiction de voyager du fait de son rôle à la tête des forces armées libyennes. Durant le conflit, des bruits contradictoires ont couru sur le général Jaber : des médias ont rapporté qu'il aurait été arrêté et emprisonné à la suite de son refus d'obéir aux ordres de tuer les manifestants; dans le même temps, la télévision officielle a diffusé des images de Abou Bakr Younès Jaber saluant les troupes à Brega. 
Le 20 octobre 2011, Abou Bakr Younès Jaber est tué durant les combats à Syrte en même temps que Moatassem Kadhafi, et le même jour que Mouammar Kadhafi.